# Tony Malm
Tony Roberth Johansson Malm, ogift Johansson, född 9 april 1972 i Norra Solberga församling i Jönköpings län, är en svensk låtskrivare och musikproducent, som har jobbat med bland andra Eric Saade, Emma Andersson, Lambretta och Lutricia McNeal.
Tony Malm är en av upphovsmännen bakom Jag är fri (Manne Liem Frije), som är Jon Henrik Fjällgrens bidrag i Melodifestivalen 2015. Bidraget gick vidare direkt till finalen i Friends Arena.
Han är uppvuxen i Solberga utanför Nässjö och är son till författaren och musikern Roberth Johansson och Irene, ogift Jonsson.